# 코코팜
코코팜(영어: Cocopalm)은 대한민국의 기업 해태음료의 음료수이다.

## 특징
피치핑크 복숭아, 망고, 청포도, 화이트 요구르트맛이 있다. 음료수에 코코넛(나타데코코)알갱이가 들어있다.

## 같이 보기
- 해태음료
- 모구모구
- 나타데코코